# 210425 Imogene
210425 Imogene è un asteroide della fascia principale. Scoperto nel 2008, presenta un'orbita caratterizzata da un semiasse maggiore pari a 3,0746559 UA e da un'eccentricità di 0,0942430, inclinata di 8,50854° rispetto all'eclittica.
L'asteroide è dedicato alla statunitense Imogene Powers Johnson, cofondatrice dell'Istituto autore della scoperta.